# Hintere Frenke
Die Hintere Frenke ist ein Fluss in der Nordwestschweiz, der bei Reigoldswil auf 910 m Höhe entspringt. Der Fluss entspringt im Faltenjura und durchfliesst das Reigoldswilertal. In Bubendorf vereinigt er sich mit der Vorderen Frenke zur Frenke. Die Länge der Hinteren Frenke beträgt 12,5 km.

## Geographie

### Verlauf
Die Hintere Frenke entspringt auf dem Gemeindegebiet von Reigoldswil in der Nähe der Wasserfallenbahn und fliesst ins Dorf Reigoldswil.
Sie durchfliesst das Dorf Ziefen, bis sie in Bubendorf in die Vordere Frenke mündet.

### Zuflüsse
- Sauschwänkibach vor Reigoldswil
- Ämlisbach in Reigoldswil
- Fluebach nach Ziefen
- Riedbächli in Bubendorf